# Leopold Geitler
Leopold Geitler (18. října 1847 Praha – 2. června 1885 Heiligenstadt, dnes část vídeňského okresu Döbling) byl český univerzitní profesor, jazykovědec.

## Život
Leopold Geitler se narodil v pražské rodině Johanna Christiana Geitlera jako nejstarší z pěti dětí.

### Vzdělání a akademická dráha
Po počátečních studiích na reálce přestoupil, vzhledem ke svým vyhraněným zájmům o filologii, na gymnázium. Po maturitě studoval nejprve na filozofické fakultě pražské univerzity; ve Vídni, kde pobýval v letech 1868-1870, dosáhl doktorátu filozofie.
Po návratu ze studijní cesty do Litvy (1872) se v roce 1873 habilitoval prací O stavu a pokroku srovnávacího jazykozpytu a byl jmenován soukromým docentem na pražské univerzitě. Jeho přednášky si však zapsalo pouhých šest studentů.
Roku 1874 byl Leopold Geitler jmenován profesorem slavistiky na universitě v Záhřebu, kde věnoval pozornost balkánským jazykům, zejména staré bulharštině a thráčtině. Též studoval staré albánské písmo. Na záhřebské univerzitě byl téhož roku zvolen proděkanem a v roce 1876 byl zvolen děkanem tamní filosofické fakulty. Byl členem jihoslovanské akademie a dopisujícím členem Královské české společnosti nauk.

### Studijní cesty
- 1872 – Leopold Geitler uskutečnil studijní cestu do Litevska, k níž mu dopomohlo stipendium Svatoboru. Stipendium bylo přiděleno na základě závazku napsat o cestě studii, vydat mluvnici litevštiny a uskutečnit v Praze univerzitní přednášky v českém jazyce o litevštině. Pětiměsíční cesta vedla před území dnešního Polska, Litvy, Lotyšska a Ruska.[11] [p 2] [12]
- 1875 – Během pobytu v Záhřebu podnikl studijní cestu do Srbska, Makedonie a na istrijské ostrovy. Též navštívil řecký poloostrov Athos.[6]
- 1880 – Leopold Geitler zkoumal v Egyptě, v klášteře na hoře Sinaj, tam uložené rukopisy. Český tisk informoval o tom, že objevil starobulharské rukopisy z konce 10. století. Studiem hlaholského žaltáře, uloženého v klášteře, řešil mj. otázku, zda svatí Cyril a Metoděj psali svá díla cyrilicí nebo hlaholicí. [13] [14]

### Rodinný život a smrt
O rodinném životě (svatba, děti) Leopolda Geitlera se nepodařilo najít zmínky. Existují pouze zprávy o jeho prázdninových pobytech ve vlasti.
Zemřel na mozkovou příhodu v rakouském Heiligenstadtu (tehdy obec u Vídně). Pochován byl v místě úmrtí.

## Dílo
Leopold Geitler překládal z litevštiny, překlady publikoval v časopise Lumír. Filologické práce publikoval i časopisecky.
Knižně vyšlo:
- Litauische Studien: Auswahl aus den ältesten Denkmälern, dialectische Beispiele, lexikalische und sprachwissenschaftliche Beiträge (vydal Theodor Mourek, Praha, 1875)
- O slovanských kmenech na U (vydal Theodor Mourek, Praha, 1877)
- Poetické tradice Thráků i Bulharů (vydal Theodor Mourek, Praha, 1878)
- Starobulharská fonologie se stálým zřetelem k jazyku litevskému (vydal Theodor Mourek, Praha, 1873)
- Euchologium, glagolski spomenik monastira na Sinaju (vydala Jihoslovanská akademie v Záhřebu 1883)

## Zajímavost
V roce 1868 referoval český tisk obsáhle o tzv. herbstovských demonstracích. Soud proběhl v červenci téhož roku a mezi obžalovanými byl i student Leopold Geitler. Národní listy uvedly i jeho výpověď před soudem. Leopold Geitler byl první instancí odsouzen na tři měsíce vězení. Tento soud však nebyl na překážku jeho akademické kariéře v rámci monarchie.